# Araneus taperae
Araneus taperae là một loài nhện trong họ Araneidae.
Loài này thuộc chi Araneus. Araneus taperae được Cândido Firmino de Mello-Leitão miêu tả năm 1937.